# بيك سكاليستي (قرغيزستان)
بيك سكاليستي (بالروسية: Пик Скалистый)‏ هي أعلى قمة في سلسلة جبال كارا بيل، بامير آلاي.
تقع في منطقة باتكين في قيرغيزستان، على بعد 7 كيلومترات من حدود طاجيكستان.